# Michael Rutzgis
Michael Paul Rutzgis, in lituano: Mykolas Ruzgys (Chicago, 15 gennaio 1915 – Chicago, 15 dicembre 1986), è stato un cestista e allenatore di pallacanestro statunitense di origini lituane.

## Carriera
Con la Lituania ha vinto i Campionati europei del 1939.
Da allenatore ha guidato la Francia ai Campionati europei del 1947 e la Spagna ai Campionati mondiali del 1950.